# Mimotělní oběh

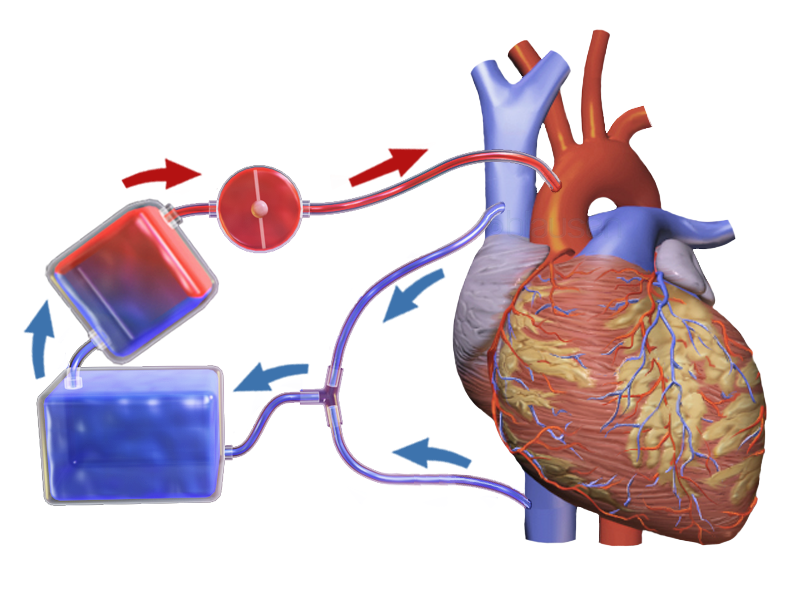
Názorný příklad způsobu připojení mimotělního oběhu k tepnám a cévám v blízkosti srdce.

Mimotělní oběh (Cardiopulmonary bypass (CPB)) je komplexní metoda, která přímým spojením krevního oběhu nemocného s externím technickým zařízením umožňuje po určitou dobu zcela nahradit činnost srdce a plic v jejich základních funkcích:
- krevní oběh
- výměna krevních plynů
- udržování acidobazické rovnováhy vnitřního prostředí
- regulace teploty

## Obecné informace
Mimotělní oběh (CPB) je technika dočasného nahrazení funkce plic a srdce během operačního výkonu. Jedná se o zákrok, který udržuje během operace na příslušných orgánech krevní oběh a dostačující hladinu kyslíku v krvi (oximetrie). CPB na sále obsluhuje perfuzionista. Mimotělní oběh je běžně používán během operací srdce z důvodů obtížnosti zákroku na tlukoucím srdci. U zákroků vyžadujících otevření srdečních komor podporuje krevní oběh. Pomocí přístroje jsou krevní buňky vyživovány a je jim umožněno pokračovat v buněčném dýchání i během operace.

## Další využití CPB

### Hypotermie
CPB lze také použít k uvedení celého organismu do stavu hypotermie. Podchlazený organismus je možno udržet až 45 minut bez toku krve, zatímco při normální tělesné teplotě dochází k nevratným poškozením mozku, způsobeným nedostatečným okysličením tkáně (hypoxii), již přibližně po třech minutách. Podchlazená krev zpomaluje metabolické procesy a tím se snižuje spotřeba kyslíku. Stejně tak je možné podchlazeného pacienta tímto způsobem opět ohřát.

### Mimotělní membránové okysličování
Mimotělní membránové okysličování (ECMO) je zjednodušenou formou CPB, užívanou například coby podpora života u novorozenců s defekty nebo k okysličováni pacienta, čekajícího na nalezení vhodného orgánu.

## Princip CPB a průběh zákroku
CPB uvádí krev do pohybu a zároveň ji okysličuje, zatímco srdce a plíce jsou přemostěny. Umělé srdce a plíce jsou použity k udržení krevního oběhu u ostatních tělesných orgánů a tkání, zatímco chirurg pracuje v krveprostém poli. Žilní krev operovaného je odváděna jednou žilní kanylou z pravé srdeční síně nebo dvěma kanylami zavedenými do horní a dolní duté žíly. Kanyla je připojena k vedení naplněnému isotonickým roztokem. Žilní krev, odváděná z těla, je filtrována, ochlazována/ohřívána, okysličována a znovu navracena zpět. Kanyla sloužící k návratu se obvykle umisťuje do vzestupné části aorty nebo do stehenní tepny. Pacientovi jsou podávány léky, snižující srážlivost krve (hemokoagulace). Během operace je zpravidla vyžadována hypotermie organismu, teplota těla se obvykle udržuje mezi 28 a 32 °C. Podchlazená krev vykazuje vyšší viskozitu než při normální tělesné teplotě, proto je při průtoku CPB ředěna fyziologickým roztokem.

## Historie

### Vznik
První přístroj nahrazující funkci srdce a plic sestrojil v roce 1926 sovětský vědec Sergej Sergejevič Brukhoněnko, který prováděl experimenty s mimotělní cirkulací již od roku 1923. Zařízení, které vyvinul, pracovalo na principu membránových čerpadel. Mezi lety 1929 - 1937 toto zařízení s úspěchem používal při experimentech na psech, kterých provedl přes 200. V roce 1936 se mu podařilo zkonstruovat bublinový oxygenátor, který byl poté v Moskvě patentován v roce 1937. Po úspěšných experimentech byly přístroj pro CPB a oxygenátor připraveny pro klinické použití v roce 1941. Druhá světová válka však pokusy přerušila a zapříčinila, že zařízení nebylo v praxi nikdy použito.

### První operace
První operace s použitím dočasného kompletního převzetí funkce plic a srdce strojem proběhla 5. dubna 1951 v nemocnici Minnesotské univerzity, operační tým vedl Dr. Clarence Dennis. Pacient nepřežil, důvodem byl nepředpokládaný vrozený defekt srdce. Následovaly čtyři roky testování umělé jednotky zvané Železné srdce na psech. Dalším členem Dennisova týmu byl například Dr. Russell M. Nelson, který uskutečnil roku 1955 další neúspěšný pokus o operaci s použitím mimotělního oběhu - korekci neuzavřeného foramen ovale v Utahu, a o rok později první úspěšnou operaci na dítěti.
První úspěšná mechanická podpora činnosti levé srdeční komory, ústící do aorty, byla provedena 3. července 1952, když Forest Dewey Dodrill použil přístroj nazvaný Dodrill-GMR, vyvinutý ve spolupráci s General Motors. Později byl tento stroj používán i k podpoře pravé srdeční komory, navazující na plicní oběh.
První úspěšná operace na otevřeném lidském srdci za použití umělého oběhu byla uskutečněna Johnem Gibbonem 6. května 1953 v nemocnici Thomase Jeffersona ve Filadelfii. Jednalo se opět o opravu propojení mezi levou a pravou srdeční síní, vrozené vady vzniklé během fetálního vývinu, na osmnáctileté dívce, která byla na vnější oběh připojena 45 minut, z toho 26 minut převzal CPB funkce úplně. Během zákroku došlo k problémům způsobeným nedostatečným dávkováním heparinu, na deskách oxygenátoru docházelo ke vzniku sraženin a operace musela být zjednodušena a zkrácena, pacientka však přežila. Pro Dr. Gibbona se jednalo o završení práce, trvající od 20. let společně s firmou IBM.

## Česká republika
V roce 1958 Jan Navrátil, přednosta II. chirurgické kliniky v Brně se svým týmem spolupracovníků vyvinul cirkulátor, přístroj na mimotělní krevní oběh. Na klinice Fakultní nemocnice u sv. Anny v Brně profesor Jan Navrátil v únoru 1958 provedl první operaci ve střední Evropě s pomocí cirkulátoru.

## Technická stránka
Mezi lety 1950 a 1955 na vývoji pracovalo pět lékařských center, spolupracujících s dalšími firmami, jako General Motors nebo IBM, které poskytovaly technologie pro pumpu.
Základní požadavky na CPB byly, aby dokázal pracovat bez mechanického poškození červených krvinek, aby nedošlo ke srážení krve a aby dokázal krev nejen přečerpávat, ale současně i okysličovat a odvádět oxid uhličitý. První dva požadavky byly v dané době splnitelné, byl běžně dostupný heparin a šetrné pumpy, používané například v potravinářství, avšak výroba funkčního oxygenátoru se ukázala jako zásadní problém.
Postupně byly prováděny pokusy s různými druhy okysličení, včetně metod, při kterých byly používány vypreparované zvířecí plíce. Také proběhly experimenty s propojením dvou lidských krevních oběhů, zpravidla pacienta a jeho nejbližšího příbuzného, kdy zdravý jedinec okysličoval krev, která byla převáděna do pacientova těla a znovu vracena dárci. Tento způsob byl vysoce riskantní pro pacienta i dárce.
Další oxygenátory byly založeny například na principu rotujících cylindrů nebo baterií vertikálně umístěných tenkých desek z nerezu, mezi kterými protékala pacientova krev ve slabé vrstvě a tím se dosáhlo okysličení na větší ploše. Pro představu, tato plocha byla obvykle okolo 7 m2, což je pouze 10% plochy, kterou mají plicní sklípky, přesto pro potřeby pacienta během zákroku postačovala. Úspěšnost těchto operací nebyla vysoká, nicméně dokázala užitečnost mimotělního oběhu pro srdeční zákroky.
Bublinové oxygenátory, zvané přímé, nevkládají mezi krev a kyslík žádnou překážku. K okysličení dochází probubláváním kyslíku krví v trubicích, během procesu se krev napění a před navrácením do oběhu je nutno ji znovu odpěnit. K tomu se užívala jako nejjednodušší metoda za použití spirály, krev bez viditelných bublinek s vyšší hustotou stékala dolů, zatímco napěněná zůstávala nahoře.
Později přišly šetrnější membránové oxygenátory, s polopropustnou membránou umožňující průchod kyslíku mezi krví a plynovou náplní. Od roku 1960 se výzkum soustředil na výrobu kvalitnějších membrán s lepší prostupností. V současnosti jsou již bublinové oxygenátory nahrazeny typy s dutými mikrovlákny.